# Miss België 2025
Miss België 2025 is de 57e editie van Miss België en werd op 15 februari 2025 gehouden in het Plopsa Theater in De Panne (België). Uiteindelijk wist Karen Jansen de titel van Miss België 2025 te winnen. Dit was haar tweede deelname aan de wedstrijd na 2020.
De nieuwe Miss België werd verkozen door het stemmende publiek en een achtkoppige jury. In de jury zetelden o.a. voormalig Miss België Kedist Deltour en sportjournalist Ruben Van Gucht. De winnaar vertegenwoordigt België op Miss Universe en/of Miss World. 

## Winnaar en finalisten
| Eindresultaat            | Deelneemster |
| ------------------------ | --- |
| Miss België 2025         | Limburg Karen Jansen |
| 1e eredame Miss Wallonie | Waals-Brabant Jane Baesen |
| 2e eredame Miss Flanders | West-Vlaanderen Astrid Lafaut |
| 3e eredame               | Vlaams-Brabant Axana Carmoy |
| 4e eredame               | West-Vlaanderen Kiana Verstraete |
| 5e eredame               | Oost-Vlaanderen Imani Sadek Vlaams-Brabant Sirine Slagmulder |
| Top 15                   | Oost-Vlaanderen Nette De Mol Oost-Vlaanderen Renée Aneca West-Vlaanderen Julie Puype Vlaams-Brabant Marissa Wouters Vlaams-Brabant Victoria Verbelen Henegouwen Emeline Brillet Henegouwen Clémence Hulin |

### Speciale prijzen
| Prijs             | Deelneemster      |
| ----------------- | ----------------- |
| Miss Social Media | Astrid Lafaut     |
| Miss Charity      | Victoria Verbelen |
| Miss Sport        | Alicia            |
| Miss Défilé       | Karen Jansen      |
| Miss Beach        | Axana Carmoy      |
| Miss Talent       | Jetaime Vandeuren |
| Miss Sympathie    | Gladys            |

1928 · 1929 · 1930 · 1931 · 1932 · 1933 · 1934 · 1935 · 1936 · 1937 · 1938 · 1939 · 1940–1945 · 1946 · 1947 · 1948 · 1949 · 1950 · 1951 · 1952 · 1953 · 1954 · 1955 · 1956 · 1957 · 1958 · 1959 · 1960 · 1961 · 1962 · 1963 · 1964 · 1965 · 1966 · 1967 · 1968 · 1969 · 1970 · 1971 · 1972 · 1973 · 1974 · 1975 · 1976 · 1977 · 1978 · 1979 · 1980 · 1981 · 1982 · 1983 · 1984 · 1985 · 1986 · 1987 · 1988 · 1989 · 1990 · 1991 · 1992 · 1993 · 1994 · 1995 · 1996 · 1997 · 1998 · 1999 · 2000 · 2001 · 2002 · 2003 · 2004 · 2005 · 2006 · 2007 · 2008 · 2009 · 2010 · 2011 · 2012 · 2013 · 2014 · 2015 · 2016 · 2017 · 2018 · 2019 · 2020  · 2021 · 2022 · 2023 · 2024 · 2025